# Rocca di Valle di Castrignano
Die Rocca di Valle di Castrignano, auch Corte Campelli genannt, ist eine mittelalterliche Grundherrschaft im Ortsteil Valle di Castrignano der Gemeinde Langhirano in der italienischen Region Emilia-Romagna.

## Geschichte
Die Verteidigungstürme der Burg wurden zwischen dem Ende des 14. Jahrhunderts und dem Anfang des 15. Jahrhunderts in der Nähe eines der Zweige der Via Francigena errichtet. Die Anlage wurde über der Zugangsstraße zum Castello di Castrignano gebaut, das von 1376 bis 1482 den Grafen Rossi und ab 1483 dem Bistum Parma gehörte.
Später – wann, weiß man nicht genau – kaufte die Adelsfamilie Cavatorta den befestigten Komplex von Valle di Castrignano und baute die Türme, als sie zwischen dem 18. und 19. Jahrhundert nicht mehr für Verteidigungszwecke benötigt wurden, in Wohngebäude um; anschließend daran ließen sie neue Wohngebäude und einige landwirtschaftliche Bauten errichten.
In den ersten Jahren des 20. Jahrhunderts wurde das Anwesen an die Familie Campelli verkauft, die es in einen Bauernhof zur Herstellung von Parmesan umbaute. In den folgenden Jahren, ab 1940, wurde der Hof um einige landwirtschaftliche Gebäude unterhalb der Siedlung erweitert; es wurde eine Molkerei errichtet, neben der 1954 ein Stall entstand. 1985 wurden diese Anlagen durch größere Gebäude ersetzt.
Anfang des 21. Jahrhunderts wurde der alte Burgkomplex Restaurierungsarbeiten unterzogen und 2019 teilweise öffentlich zugänglich gemacht. Darüber hinaus begann man mit grundlegenden Umbauarbeiten am festen Haus von Malavilla mit dem Ziel, daraus ein Museum des befestigten Bauernhauses zu machen.

## Beschreibung
Die Burg, die aus einer Reihe von steinernen Gebäuden aus unterschiedlichen Epochen besteht, ist entlang des Hanges in Fortsetzung der Siedlung Valle di Castrignano aufgebaut. In der Nähe findet sich ein Wohngebäude aus dem 13. Jahrhundert, wogegen sich in einigen hundert Meter Entfernung, erreichbar über einen alten Saumpfad, isoliert in der Nähe von Riano das feste Haus von Malavilla erhebt.

### Burg
Die Burg besteht aus vier mittelalterlichen Wohntürmen und einigen Gebäuden aus dem 18. Jahrhundert, darunter das Herrenhaus mit Loggia.
Die massigen Wohntürme mit quadratischem oder rechteckigem Grundriss erheben sich über drei und mehr Stockwerke, versehen mit kleinen und spärlichen Fenstern, teilweise über die Jahrhunderte verändert. In den obersten Stockwerken sind noch zum Teil die alten Taubenschläge erkennbar. Nur einer der Türme erhebt sich einzeln, die anderen drei sind mit niedrigeren Gebäuden verbunden, die im 18. und 19. Jahrhundert angebaut wurden.
Das große Herrenhaus aus dem 18. Jahrhundert erhebt sich zwei Hauptgeschosse hoch zum Tal hin und hat ein Dachgeschoss, das von kreuzförmigen Opäen belichtet ist. In der Mitte der niedrigen Fassade zum Berg hin öffnet sich das Zugangstor mit Korbbogen zum Hauptgeschoss. Auf der Südwestseite liegt im Erdgeschoss eine Vorhalle mit zwei Korbbögen, gestützt von zwei massigen Pfeilern mit rechteckiger Basis, während sich darüber eine Loggia mit vier Korbbögen öffnet, die von dorischen Pfeilern mit quadratischem Grundriss gestützt werden. Im Inneren einer der Säle ist ein Gemälde erhalten, auf dem Domenico Cavatorta abgebildet ist und das 1836 vom Maler Giuseppe Bissoli geschaffen wurde.

### Festes Haus von Malavilla
Das feste Haus von Malavilla steht isoliert zwischen den Feldern auf einem Erdrutsch. Das Gebäude mit rechteckigem Grundriss, das als Vorposten des Castello di Castrignano erbaut wurde, erhebt sich über zwei Stockwerke und hat auf seinem Satteldach ein Taubenhaus aufgebaut.

### Rundgang
Die Burg gehört seit 2019 zum Circuito dei Castelli der Associazione dei Castelli del Ducato di Parma, Piacenza e Pontremoli.
Zu besichtigen sind einige Räume der Burg, die Straßen der kleinen Siedlung und, wenn man einige hundert Meter den alten Saumpfad entlang geht, das feste Haus von Malavilla.